# Олещук Володимир Олександрович
Володи́мир Олекса́ндрович Олещу́к (англ. Vladimir A. Oleshchuk, нар. 16 квітня 1959) — український і норвезький математик, професор, міжнародний експерт у галузі інформаційної безпеки.

## Біографія
Народився 16 квітня 1959 в Україні. У 1981 закінчив Київський державний університет ім. Т. Г. Шевченка, факультет кібернетики, за спеціальністю «прикладна математика». З 1981 до 1985 працював інженером в Інституті кібернетики ім. В. М. Глушкова.
У 1988 захистив кандидатську дисертацію в Київському університеті ім. Т. Г. Шевченка на тему «Системи Черча-Россера і їх застосування». У 2007 здобув ступінь магістра з інновацій і підприємництва у Норвезькому університеті природничих та технічних наук (NTNU, м.  Тронгейм). З 1987 до 1991 викладав на факультеті кібернетики Університету ім. Т. Г. Шевченка.
З 1992 викладає в Університеті Агдера (доцент, професор) на факультеті науки і техніки. Бере активну участь у численних міжнародних конференціях в різних країнах як член і голова організаційних комітетів, є членом редакційних колегій міжнародних журналів, зокрема співредактором спеціальних випусків журналу «International Journal of Computing, and Teletronikks».
Працював запрошеним дослідником (visiting researcher) Університету Осло (Норвегія), Університету Піттсбурга (США), Університету Айдзу (Японія). Є членом міжнародної організації інженерів IEEE (Інститут інженерів з електротехніки та електроніки) і міжнародної асоціації обчислювальної техніки ACM (Association for Computing Machinery) (Senior Member).

## Сфера наукових інтересів
Наукові інтереси Володимира Олещука включають формальні методи та їх використання для підвищення безпеки і конфіденційності інформації з особливим акцентом на комунікаційних системах, мобільних застосуваннях, а також застосуваннях у галузі охорони здоров'я.

## Нагороди
- Нагорода «Best Paper Award» за «Yi Ren, Vladimir I. Zadorozhny, Vladimir Oleshchuk, and Frank Y. Li: An Efficient, Robust and Scalable Trust Management Scheme for Unattended Wireless Sensor Networks, IEEE 13th International Conference on Mobile Data Management, MDM'12, Bengaluru, India, July 23-26, 2012».

- Нагорода «Best Paper Award» за «Vladimir Oleshchuk and Vladimir Zadorozhny: Trust-Aware Query Processing in Data Intensive Sensor Networks, International Conference on Sensor Technologies and Applications, SENSORCOMM 2007, Oct. 14-20, 2007, Valencia, Spain».

## Конференції
- Køien G.M. and Oleshchuk V.A.: Spatio-Temporal Exposure Control: an investigation of spatial home control and location privacy preserving issues // 14th IEEE International Symposium on Personal, Indoor and Mobile Radio Communications, PIMRC 2003, Sept. 7-10, 2003, Beijing, China.
- Oleshchuk V.A. and Pedersen A.: Ontology Based Semantic Similarity Comparison of Documents // Proceedings of Fourteenth International Workshop on Database and Expert Systems Applications 1st International Workshop «Knowledge, Ontology, Metadata and Meaning Matters». Prague, Czech Republic, Sept. 1-5, 2003, pp. 735–738.
- Oleshchuk V.A.: Ad-Hoc Sensor Networks: Modeling, Specification and Verification // IEEE Second International Workshop on Intelligent Data Acquisition and Advanced Computing Systems: Technology and Applications, IDAACS'2003), Lviv, Ukraine, Sep. 8-10, 2003, pp. 76–79.
- Hansen F. and Oleshchuk V.A.: Spatial Role-Based Access Control Model for Wireless Networks // Wireless Security Symposium, IEEE Semiannual Vehicular Technology Conference, VTC-2003-Fall, Oct. 4-9, 2003, Orlando, Florida, USA.
- Hansen F. and Oleshchuk V.A.: Conformance Checking of RBAC Policy and its Implementation, The First Information Security Practice and Experience Conference, ISPEC 2005, Singapore, LNCS, Volume 3439, pp. 144–155, 2005.